# 天主教马来巴来教区
天主教马来巴来教区 （拉丁語：Dioecesis Malaibalaiensis）是菲律賓一個羅馬天主教教區，屬天主教卡加延-德奥罗总教区。教區管轄布基农省大部及南拉瑙省一部。
教區於2006年時有1,088,855名教友、40個堂區和73名司鐸。教區主教現時出缺，榮休主教為赫內斯托·帕卡納。
自治監督區於1969年4月25日設立，1982年11月15日升為教區。